# わが愛は終りなし
『わが愛は終りなし』（わがあいはおわりなし、英語: Interrupted Melody）は、1954年に撮影され、翌1955年に公開されたアメリカ合衆国の映画である。
オーストラリア出身のソプラノ歌手マージョリー・ローレンスの自伝に基づいてカーティス・バーンハートが監督、グレン・フォードとエリノア・パーカーが主演した。シネマスコープ方式で撮影されている。

## キャスト
- トーマス・キング：グレン・フォード
- マージョリー：エリノア・パーカー（声の出演：アイリーン・ファーレル）
- シリル（マージョリーの弟）：ロジャー・ムーア
- ビル（マージョリーの父）：セシル・ケラウェイ

## スタッフ
- 製作：ジャック・カミングス（英語版）
- 監督：カーティス・バーンハート
- 脚本：ソニア・レヴィン、ウィリアム・ルドウィグ（英語版）
- 音楽：アドルフ・ドイチュ、ソール・チャップリン（英語版）
- 撮影：ジョセフ・ルッテンバーグ、ポール・C・ヴォーゲル（英語版）
- 編集：ジョン・D・ダニング（英語版）
- 美術：セドリック・ギボンズ、ダニエル・B・カスカート（英語版）
- 装置：エドウィン・B・ウィリス、ジャック・D・ムーア（英語版）
- 衣裳：ヘレン・ローズ

## 劇中劇
- 『ラ・ボエーム』
- 『イル・トロヴァトーレ』
- 『蝶々夫人』
- 『カルメン』
- 『サムソンとデリラ』
- 『神々の黄昏』
- 『トリスタンとイゾルデ』

## アカデミー賞受賞・ノミネーション
- 受賞
  - 脚本賞：ソニア・レヴィン、ウィリアム・ルドウィグ
- ノミネーション
  - 主演女優賞：エリノア・パーカー
  - 衣裳デザイン賞（カラー）：ヘレン・ローズ